# Motohiro Yamaguchi
Motohiro Yamaguchi (n. 29 ianuarie 1969) este un fost fotbalist japonez.

## Statistici
| Japonia | Japonia | Japonia |
| An      | Meciuri | Goluri  |
| ------- | ------- | ------- |
| 1995    | 14      | 1       |
| 1996    | 13      | 2       |
| 1997    | 22      | 1       |
| 1998    | 9       | 0       |
| Total   | 58      | 4       |